# Жорж Лекенс
Жорж Лекенс (фр. Georges Leekens, нар. 18 травня 1949, Меувен) — бельгійський футболіст, що грав на позиції захисника. По завершенні ігрової кар'єри — тренер.
Виступав, зокрема, за клуб «Брюгге», а також національну збірну Бельгії.

## Клубна кар'єра
У дорослому футболі дебютував 1967 року виступами за команду клубу «Гутгален», в якій провів два сезони. Згодом з 1969 по 1972 рік грав у складі команд нижчолігових клубів «Дессель Спорт» та «Кроссінг Шарбек».
Своєю грою за останню команду привернув увагу представників тренерського штабу клубу «Брюгге», до складу якого приєднався 1972 року. Відіграв за команду з Брюгге наступні дев'ять сезонів своєї ігрової кар'єри. Більшість часу, проведеного у складі «Брюгге», був основним гравцем захисту команди.
Завершив професійну ігрову кар'єру у клубі «Сінт-Нікласе», за команду якого виступав протягом 1981—1984 років.

## Виступи за збірну
1975 року дебютував в офіційних матчах у складі національної збірної Бельгії. Протягом кар'єри у національній команді, яка тривала 4 роки, провів у формі головної команди країни лише 3 матчі.

## Кар'єра тренера
Розпочав тренерську кар'єру відразу ж по завершенні кар'єри гравця, 1984 року, очоливши тренерський штаб клубу «Серкль» (Брюгге). Пропрацював у цьому клубі до 1987 року, в якому став очільником тренерського штабу «Андерлехта». Протягом наступного десятиріччя майже щороку змінював місце роботи, двічі повертався до «Брюгге», а також встиг попрацювати у «Кортрейку», «Мехелені», турецькому «Трабзонспорі», «Шарлеруа» та «Мускроні».
Вдала робота Лекенса в останньому клубі привернула увагу керівництва Бельгійської футбольної асоціації, яка запропонувала йому роботу головного тренера національної збірної Бельгії. Погодовшись на цю пропозицію, тренер виповнив завдання виведення національної команди до фінальної частини чемпіонату світу 1998 року, куди бельгійці потрапили, здолавши в раунді плей-оф кваліфікаційного турніру збірну Ірландії. На футбольних полях Франції, де проходила світова першість, збірна Бельгії звела унічию усі три гри групового етапу та не змогла вийти із групи, посівши третє місце. Після мундіалю тренера було звільнено.
Наступного, 1999 року, він очолив команду «Локерена», а за два роки, у 2001, перебрався до Нідерландів, де на один сезон став головним тренером «Роди».
Частину 2003 року провів в Алжирі, де тренував національну команду країни, втім того ж року повернувся на батьківщину, де знову очолив команду «Мускрона».
До 2010 року встиг також попрацювати з «Гентом», «Локереном», саудівським «Аль-Хілялєм» та «Кортрейком», після чого удруге був запрошений очолити національну збірну Бельгії. Під орудою Лекенса бельгійці не змогли пробитися до фінальної частини Євро-2012, посівши лише третю сходинку у групі A кваліфікаційного турніру. Попри контракт з національною федерацією, розрахований до 2014 року, після цієї невдачи тренер залишив свій пост у збірній.
Наступним місцем тренерської роботи був клуб «Брюгге», команду якого Жорж Лекенс очолив як головний тренер того ж 2012 року. Цього разу робота у Брюгге виявилася нетривалою — вже за декілька місяців тренера було звільнено через серію поразок.
2014 року тренер удруге за свою кар'єру вирушив до Північної Африки, цього разу як новий очільник тренерського штабу національної збірної Тунісу. З командою був учасником Кубка африканських націй 2015 року, де команда дійшла до чвертьфіналу. У червні 2015 року Лекенс покинув посаду.
25 жовтня 2015 року Лекенс був призначений тренером «Локерена» після раптової відставки Боба Петерса. 26 жовтня 2016 року контракт був розірваний за взаємною згодою.
27 жовтня 2016 року Лекенс знову став тренером збірної Алжиру. і керував нею на Кубку африканських націй 2017 року. На турнірі алжирці не подолали груповий етап, після чого 24 січня 2017 року бельгійський спеціаліст пішов у відставку.
У жовтні того ж 2017 року очолив тренерський штаб збірної Угорщини. Із цією командою результати також були невтішними і у червні 2018 року тренера було звільнено після трьох поразок і однієї нічиєї у чотирьох іграх.
Восени 2018 року знову працював у Тунісі, цього разу на клубному рівні. Під його керівництвом команда «Етюаль дю Сахель» провела сім ігор, результати яких, а саме чотири нічийні рахунки, не задовільнили керівництво клубу, і бельгійця було звільнено.
Нетривалою виявилася і його робота у своєму наступному клубі, яким став іранський «Трактор Сазі». Тут він пропрацював із січня по травень 2019 року, також не продемонструвавши результатів, які б задовільнили клубне керівництво.

## Досягнення

### Як гравець
Брюгге
- Чемпіон Бельгії: 1972/73, 1975/76, 1976/77, 1977/78, 1979/80
- Володар Кубка Бельгії: 1976/77
- Володар Суперкубка Бельгії: 1980
- Фіналіст Кубка європейських чемпіонів: 1977/78
- Фіналіст Кубок УЄФА: 1975/76

### Як тренер
Серкль Брюгге
- Володар Кубка Бельгії: 1984/85

Брюгге
- Чемпіон Бельгії: 1989/90
- Володар Кубка Бельгії: 1990/91
- Володар Суперкубка Бельгії: 1990
- Тренер року в Бельгії: 1990

## Особисте життя
Жорж є двоюрідним братом Луї Лекенса, який в 1966 році виграв Чемпіонат Бельгії з гімнастики і в даний час керує спортивною школою в Генку.